# Pierre Accoce
Œuvres principales
Ces malades qui nous gouvernent, La guerre a été gagnée en Suisse
Pierre Accoce, né le 17 novembre 1928 à Sainte-Engrâce (Basses-Pyrénées) et mort le 6 août 2020 à Épagny (Haute-Savoie), était un journaliste, historien et auteur de romans d'espionnage français.
Il fut, avec son complice Pierre Quet (1921-2010), journaliste à Constellation et avec le soutien du SDECE, service de renseignement français, le premier à découvrir l'existence du réseau Lucy (dénomination anglo-saxonne du réseau Viking) qui communiqua des renseignements de première importance aux Alliés pendant toute la durée de la Seconde Guerre mondiale.

## Biographie
Ses parents ayant trouvé un emploi dans un grand hôtel parisien, Pierre Accoce est confié à ses grands parents et vit une enfance heureuse à Arette, village béarnais au pied du massif de la Pierre-Saint-Martin. Fortement marqué par la guerre civile espagnole et la période de l'occupation, il songe très jeune à rejoindre un maquis. À la Libération, il s'installe à Paris et après son service militaire entre en 1950, comme stagiaire au journal Ce soir, dirigé par Louis Aragon.

## Presse
Vite promu reporter, Pierre Accoce couvre quelques affaires criminelles retentissantes telles celles de Félix Bailly, tué par Pauline Dubuisson ; du député Pierre Chevallier tué par son épouse ; ou l'affaire Dominici. C'est au cours d'un reportage sur la découverte du gouffre de La Pierre Saint-Martin, qu'il devient l’ami de scientifiques qui vont marquer sa vie, comme Haroun Tazieff, Labeyrie, Occhia-lini. Après le décès du spéléologue Marcel Loubens, il se brouille avec Aragon et quitte Ce soir pour écrire brièvement dans Détective, hebdo de faits divers, fondé en 1928 par Gaston Gallimard et dirigé par les frères Kessel. En juin 1953, il est embauché à Constellation, un mensuel français que dirige le physicien André Labarthe, un des créateurs de l'émission radiophonique de la Résistance Les Français parlent aux Français. Durant dix ans, il y multiplie les expériences, apprend à sonder les coulisses de la politique et des pouvoirs.
En 1963, Constellation ayant changé de propriétaire, il est engagé par Armand Jammot, créateur des Dossiers de l'écran, et directeur de l’hebdomadaire Noir et Blanc. Son premier reportage est l'assassinat de John Fitzgerald Kennedy. En 1966 il entre à L'Express, puis devient rédacteur en chef du magazine La Médecine de A à Z. Au terme de cet intermède de deux ans, Jean-François Revel et Olivier Todd le nomment responsable du service Sciences. Il le restera 25 ans et pendant toute cette période publiera de nombreux livres.

## Romans et ouvrages historiques
En 1965, il publie chez Plon son premier roman d'espionnage : Le Safari du Polonais, puis Polonais go home.
En 1966, lors d'un reportage en Suisse, il découvre l'existence du réseau Lucy et de son créateur Rudolf Roessler, un Allemand antinazi, émigré en Suisse, qui, avec quelques officiers de l'OKW (quartier général de la Wehrmacht) renseigna les Alliés sur les décisions les plus secrètes d'Hitler. Il annoncera l'invasion de la Pologne, puis celles de la Belgique, la Hollande et la France en mai 1940, et fournira les plans allemands dès le mois de mars et la date de l'attaque dix jours avant qu'elle se produise.
Cet ouvrage publié sous le titre La guerre a été gagnée en Suisse par Marcel Jullian, alors PDG de la Librairie Académique Perrin est immédiatement un best-seller mondial. Il sera suivi de nombreux autres dont : Le Monde Parallèle, Le Réseau Caraman.

## Les prix littéraires
Parallèlement à son goût pour les affaires d'espionnages, il rédige avec son complice Pierre Rentchnick (1923-2016), médecin particulier de nombreux chefs d'État, trois ouvrages intitulés : Ces malades qui nous gouvernent, pour lesquels ils obtiennent le prix Littré et qui traite notamment de la maladie invalidante du général Gamelin, commandant en chef des troupes alliées en 1940.
Intéressé par les hommes de la résistance, il écrit Les Français à Londres 1940-1941, publié aux Éditions Balland, pour lequel le prix de la Résistance en 1990 lui a été décerné.
Impressionné par la vaillance et l’abnégation des chirurgiens militaires qu’il rencontre sur plusieurs fronts[réf. nécessaire], il rédige Médecins À Diên Biên Phu, pour lequel il obtient le prix Raymond Poincaré.

## Vie associative
Pierre Accoce participait activement à certaines associations d'historiens, et à ce titre était membre fondateur de l'association Le Projet de Pandora, membre fondateur de l'association spéléologique de la Pierre Saint Martin et membre de l'association des Orphelins de pères « malgré nous » d'Alsace-Moselle.